# Bela (Jesenice)
Bela je potok v Karavankah. Svoje vode nabira na južnih pobočjih Olipove planine in Potoške planine. Preden se pri naselju Koroška Bela kot levi pritok izlije v Savo Dolinko, se mu pridruži še potok Čikla.